# Songs We Sing
Songs We Sing est le premier album de Matt Costa sorti en 2005 sous le label Venerable, puis resorti en 2006 sous le label Brushfire, le même que Jack Johnson.

## Liste des titres
1. Yellow Taxi - 3:41
2. Astair - 2:57
3. Oh Dear - 2:13
4. Cold December - 4:19
5. Desire's Only Fling - 2:54
6. Sweet Rose - 2:45
7. Songs We Sing - 3:12
8. Sunshine - 2:24
9. Whiskey & Wine - 2:49
10. Shimmering Fields - 2:19
11. Behind the Moon - 3:35
12. Wash Away - 3:54